# Молоді люди
«Молоді люди» («Молодые люди») — радянський художній фільм 1983 року, знятий режисерами Костянтином Худяковим і Сергієм Лінковим на кіностудії «Мосфільм».

## Сюжет
Герої фільму — молоді люди, які виїхали на будівництво нового міста у Сибіру. Фільм про дружбу та перші нелегкі випробування чоловічого характеру.

## У ролях
- Євген Леонов-Гладишев — Василь Самохін
- Марина Яковлєва — Оля
- Олександр Михайлов — Іван Петрович Рубцов, директор
- Валентина Карьова — Валентина, ергономіст
- Марина Дюжева — Галя
- Анатолій Мєнщиков — Віктор Хотунцев, чоловік Галі
- Іван Шабалтас — Орфей, співак, колишній коханий Ольги
- Олександра Яковлєва — Сашка, співачка з Ялти
- Олена Степанова — Зіна
- Юрій Неснименко — Діма
- Борис Бачурін — кореспондент газети «Комсомолець Півночі»
- Сергій Газаров — Іраклій, друг Василя, член бригади
- Григорій Острін — епізод
- Любов Руднєва — Люба
- Анатолій Скорякін — друг Василя, член бригади
- Ігор Ясулович — офіціант
- Григорій Маліков — друг Василя, член бригади
- Володимир Сверба — епізод
- Микола Бриллінг — німецький партнер
- Вадим Іванов — епізод
- Володимир Кузнецов — архітектор

## Знімальна група
- Режисери — Костянтин Худяков, Сергій Лінков
- Сценаристи — Сергій Бодров, Наталія Мітіна
- Оператори — Валентин Піганов, Володимир Фрідкін
- Композитор — Ігор Космачов
- Художник — Наталія Талицьких